# پائول هرولت
پائول هرولت ((به فرانسوی: Paul Héroult)؛ زاده ۱۰ آوریل ۱۸۶۳ درگذشته ۹ مهٔ ۱۹۱۴) یک دانشمند اهل فرانسه بود.